# Vanessa Fernandes
Vanessa Fernandes (n. 14 septembrie 1985, Perosinho⁠(d), Districtul Porto, Portugalia) este o sportivă ce a reprezentat Portugalia, medaliată olimpică. A participat la 2 ediții ale Jocurilor Olimpice (2004, 2008) în care a câștigat o medalie de argint.